# 梅本英司
梅本  英司（うめもと えいじ、1974年8月 - ）は、日本の生理学者、生物学者、薬学者（免疫学・微生物学）。学位は博士（医学）（大阪大学・2006年）。静岡県立大学薬学部教授・大学院薬学研究院教授。
大阪大学大学院医学系研究科准教授などを歴任した。

## 概要
免疫学、微生物学を専攻する生理学者、生物学者、薬学者である。粘膜組織における自然免疫系の研究や、免疫細胞に作用する代謝分子とその受容体の研究などが知られている。京都大学、大阪大学で学んだあと、大阪大学や静岡県立大学で教鞭を執り、後進を育てた。

## 来歴

### 生い立ち
1974年（昭和49年）8月に生まれた。京都大学に進学し、理学部にて学んだ。1999年（平成11年）3月、京都大学を卒業した。そのまま京都大学の大学院に進学し、生命科学研究科にて学んだ。2001年（平成13年）3月、京都大学の大学院における修士課程を修了した。さらに、大阪大学の大学院に進学し、医学系研究科にて学んだ。2005年（平成17年）3月、大阪大学の大学院における博士課程を単位取得退学した。なお、博士論文として「Nepmucin, a novel HEV sialomucin, mediates L-selectin-dependent lymphocyte rolling and promotes lymphocyte adhesion under flow」を執筆しており、のちに大阪大学より博士（医学）の学位を授与された。

### 研究者として
母校である大阪大学の大学院にて、2005年（平成17年）4月1日から2007年（平成19年）11月30日にかけて医学系研究科の特任研究員を専任で務めた。医学系研究科においては、主として予防環境医学専攻の講義に携わった。2007年（平成19年）12月1日から2012年（平成24年）3月31日にかけては、大阪大学の大学院にて医学系研究科の助教を専任で務めた。医学系研究科においては、引き続き2011年（平成23年）3月31日までは予防環境医学専攻の講義に携わっていたが、同年4月1日からは医学専攻の講義に携わることになった。2012年（平成24年）4月1日、大阪大学の大学院にて医学系研究科の准教授に就任した。医学系研究科においては、引き続き主として医学専攻の講義を担当した。また、同年4月1日より、大阪大学の免疫学フロンティア研究センターの准教授も兼務することになった。
2020年（令和2年）4月1日、静岡県立大学に転じ、薬学部の教授に就任した。薬学部においては、主として薬科学科の講義を担当し、免疫微生物学分野を受け持った。同時に、静岡県立大学の大学院においては薬学研究院の教授を兼務した。静岡県立大学の大学院には研究院・学府制が導入されており、薬食生命科学総合学府の講義を担当し、免疫微生物学教室を受け持った。

## 研究
専門は生理学、生物学、薬学であり、特に免疫学、微生物学に関する研究に従事していた。具体的には、粘膜組織における自然免疫系の機能の解析に取り組んだ。また、免疫細胞に対して作用する代謝分子とその受容体の機能の解明に取り組んだ。さらに、腸内細菌や食物が免疫系に対して及ぼす影響の解析に取り組んだ。そのほか、病原性微生物に対する感染防御機構の解明に取り組んだ。
学術団体としては、日本免疫学会、日本分子生物学会、日本薬学会、マクロファージ分子細胞生物学研究会、などに所属した。

## 略歴
- 1974年 - 誕生[5]。
- 1999年 - 京都大学理学部卒業[2][3]。
- 2001年 - 京都大学大学院生命科学研究科修士課程修了[3]。
- 2005年 - 大阪大学大学院医学系研究科博士課程単位取得退学[3]。
- 2005年 - 大阪大学大学院医学系研究科特任研究員[9]。
- 2007年 - 大阪大学大学院医学系研究科助教[4][9]。
- 2012年 - 大阪大学大学院医学系研究科准教授[4][9]。
- 2012年 - 大阪大学免疫学フロンティア研究センター准教授[9]。
- 2020年 - 静岡県立大学薬学部教授[10]。
- 2020年 - 静岡県立大学大学院薬学研究院教授。

## 著作

### 寄稿、分担執筆、等
- 熊ノ郷淳編集『免疫ペディア』羊土社、2017年。ISBN 9784758120807
- 戸村道夫編集『ラボ必携フローサイトメトリーQ&A』羊土社、2017年。ISBN 9784758122351

## 関連人物
- 大橋若奈